# Kinetoskias elegans
Kinetoskias elegans är en mossdjursart som beskrevs av Menzies 1963. Kinetoskias elegans ingår i släktet Kinetoskias och familjen Bugulidae. Inga underarter finns listade i Catalogue of Life.